# Ulrich Fugger (1441-1510)
 (février 2018).
Si vous disposez d'ouvrages ou d'articles de référence ou si vous connaissez des sites web de qualité traitant du thème abordé ici, merci de compléter l'article en donnant les références utiles à sa vérifiabilité et en les liant à la section « Notes et références ».
Pour les articles homonymes, voir Ulrich Fugger (1528-1584) et Fugger.
Ulrich Fugger von der Lilie (1441–1510) est un banquier allemand de la famille Fugger. Il est le frère de Jakob Fugger.